# Памир (барк)
Памир — немецкий четырёхмачтовый барк постройки 1905 года, один из «летучих П-лайнеров», знаменитых парусных судов германской судоходной компании «F. Laeisz». Последний корабль, совершавший торговые рейсы, огибая мыс Горн и предпоследний парусник в регулярной коммерческой эксплуатации. 21 сентября 1957 года попал в ураган Карри и затонул у Азорских островов.

## История

### Ранняя история и Первая мировая война
Барк «Памир» был построен на верфи Blohm & Voss в Гамбурге и спущен на воду 29 июля 1905 года. Корабль имел стальной корпус и вместимость 3020 брутто (2777 нетто). Общая длина составляла 114,5 м, нос около 14 м и осадку 7,25 м. Три мачты имели высоту 51,2 м над палубой, а длина основного рея составляла 28 м. Судно несло 3800 м² парусов и могло развивать максимальную скорость в 16 узлов (30 км / ч). Обычная крейсерская скорость составляла около 8-9 узлов.
«Памир» был пятым из десяти однотипных кораблей. Барк был введен в эксплуатацию 18 октября 1905 года и использовался компанией Laeisz в торговле нитратами в Южной Америке. К 1914 году «Памир» совершил восемь рейсов в Чили, длительностью от 64 до 70 дней, чтобы совершить поездку в один конец из Гамбурга в Вальпараисо или Икике, которые в то время были крупнейшими чилийскими нитратными портами. С октября 1914 года судно оставалась в порту Санта-Крус-де-ла-Пальма на острове Ла-Пальма, Канарские острова. Из-за послевоенных условий оно не возвращалось из Санта-Крус-де-ла-Пальма в Гамбург до 17 марта 1920 года.
В том же году оно была передано Италии в качестве военных репараций. 15 июля 1920 года «Памир» покинул Гамбург через Роттердам в Неаполь, буксируемый буксирами. Итальянское правительство не смогло найти команду для парусника, поэтому судно было поставлено на якорь возле Кастелламаре в Неаполитанском заливе.
В 1924 году компания F. Laeisz выкупила барк за 7 000 фунтов стерлингов и снова ввела в эксплуатацию в торговле нитратами. Laeisz продал его в 1931 году финской судоходной компании Gustaf Erikson, которая использовала его в торговле пшеницей из Австралии.

### Вторая мировая и после неё

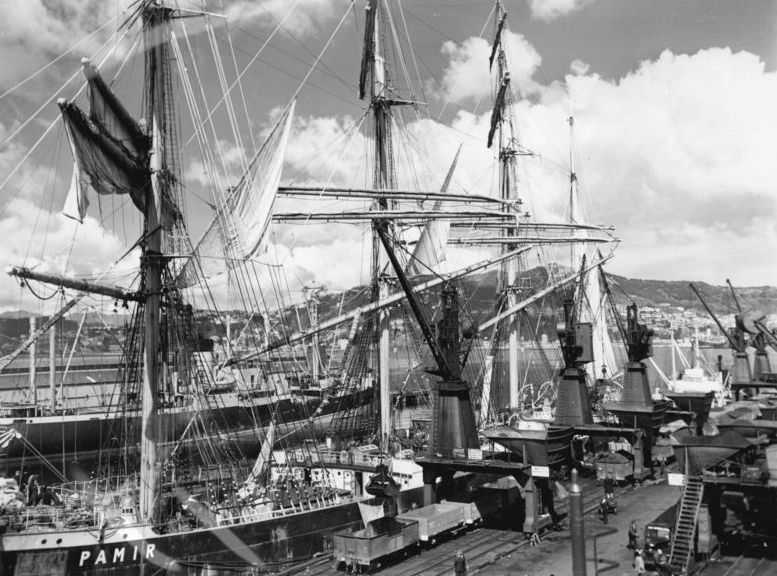
Захваченный в качестве приза ходивший под флагом Финляндии «Памир» в порту Веллингтона, август 1941

Во время Второй мировой войны правительство Новой Зеландии захватило «Памир» в качестве военного приза 3 августа 1941 года, когда тот находился в порту в Веллингтоне. Десять коммерческих рейсов были совершены под флагом Новой Зеландии: пять в Сан-Франциско, три в Ванкувер, один в Сидней и последний рейс через Тасман из Сиднея в Веллингтон, c грузом в 2700 тонн цемента и 400 тонн гвоздевой проволоки. Шторм во время последнего рейса Тасмана подробно описана одним из моряков, Эндрю Кейвортом, в письме, которое так и не было отправлено.
«Памир» благополучно пережил войну, хотя в 1943 году корабль оказался в опасной близости с японской подводной лодкой, замеченной моряками барка. Очевидно, быстро движущийся под сильным и попутным ветром корабль не заинтересовал командира подлодки. После войны «Памир» совершил один рейс из Веллингтона через мыс Горн в Лондон, затем из Антверпена в Окленд и Веллингтон в 1948 году.

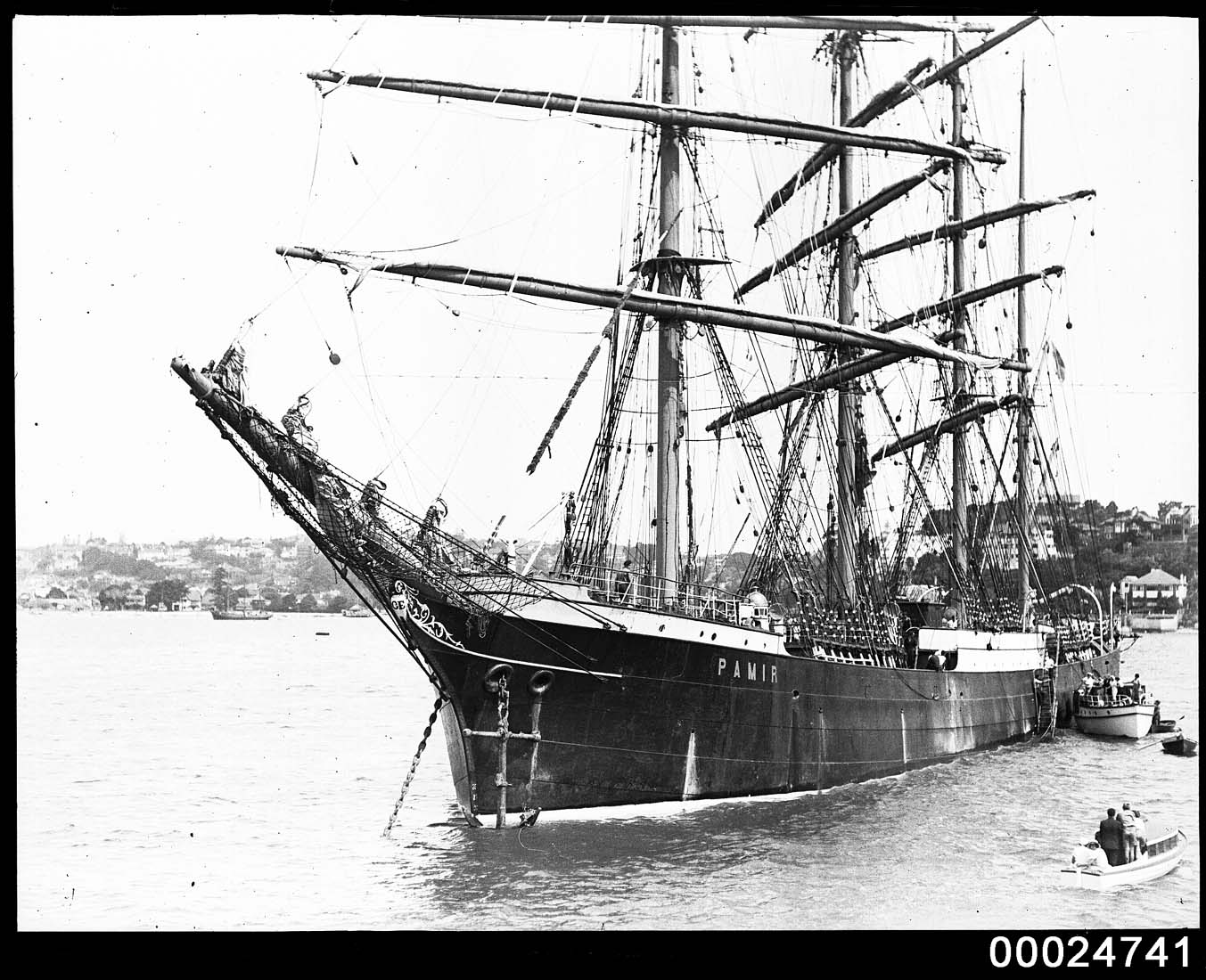
Барк «Памир» в порту Сиднея, 1947

Судно возвратили Erikson Line 12 ноября 1948 года в Веллингтоне, после чего оно отправилось в Порт Виктория в заливе Спенсер, для погрузки австралийского зерна. Во время своего 128-дневного путешествия в Фалмут, «Памир» оказался последним винджаммером, перевозившим коммерческий груз вокруг мыса Горн, 11 июля 1949 года.
Густав Эриксон умер в 1947 году. Его сын Эдгар обнаружил, что больше не может прибыльно управлять «Памиром» (как и «Пассатом»), главным образом из-за изменения правил и профсоюзных договоров, регулирующих трудоустройство на судах; традиционная двух-вахтенная система на парусных судах была заменена трех-вахтенной, используемой на теплоходах, что требовало большей численности экипажа.
В марте 1951 года бельгийские утилизаторы приобрели за 40 000 фунтов «Памир» и «Пассат» для дальнейшей разделки. Когда «Памир» буксировали в Антверпен, его купил немецкий судовладелец Хайнц Шлевен, который ходил на нём в конце 1920-х годов (так же был приобретён и «Пассат», который часто ошибочно называют систершипом «Памира»). Корабли были модернизированы: отремонтированы помещения для размещения кадетов торгового флота, установлены вспомогательные двигатели, холодильная система для камбуза (устранявшая необходимость перевозить живых животных для свежего мяса), смонтированы современное оборудование связи и водяные балластные цистерны. Первый после модернизации рейс «Памир» совершил в Бразилию в 1952 году с грузом цемента, чтобы вернуться в Германию с железной рудой. В начале исходящего рейса пропал винт, «к большому удовлетворению команды, предпочитавшей плавание под парусом, но не владельца». Предприятие на короткое время обанкротилось, но было куплено новым консорциумом из 40 немецких судовладельцев. В течение следующих пяти лет корабли продолжали плавать между Европой и восточным побережьем Южной Америки, но не огибая мыс Горн. Они использовались в качестве грузовых и учебных кораблей, прежде всего совершая рейсы в Аргентину. Хотя немецкая общественность поддержала эту концепцию как символ морских традиций и источник национальной гордости, экономические реалии послевоенных лет ограничивали их применение как торговых кораблей. Грузовые парусники больше не приносили прибыли, а у «Памира» возникали технические проблемы, такие как протечка палубы и поражение коррозией. Консорциум был не в состоянии получить увеличенное финансирование от правительства Германии, взносы от судоходных компаний или государственные пожертвования, и, таким образом, состояние обоих судов со временем ухудшалось.

### Последнее плавание

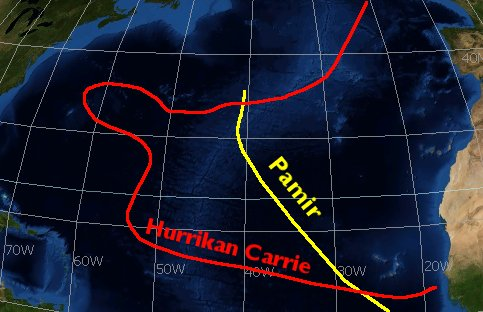
Предположительный курс «Памира» и урагана Карри

Из-за ухудшения здоровья капитана Германа Эггерса его сменил капитан Йоханнес Дибич, который ходил на «Памире» ещё будучи молодым моряком и командовал учебными парусными судами, но не имел большого опыта в качестве капитана грузовых парусных судов. Его первому помощнику, Рольфу Кёлеру, было тогда всего 29 лет, и он писал, что он «похудел от гнева» из-за состояния корабля и что он намеревался покинуть корабельную компанию после возвращения домой из следующего рейса. Капитана Дибича критиковали за то, что он был суровым и непреклонным офицером.
10 августа 1957 года судно вышло из Буэнос-Айреса в Гамбург с экипажем из 86 человек, в том числе 52 курсанта возрастом от 16 до 18 лет. Груз — 3780 тонн ячменя — разместили в трюме, ещё 255 тонн в мешках были погружены в балластные цистерны, что грубо нарушало технику безопасности. Записи указывают на то, что это была одна из основных ошибок, предшествовавших крушению — из-за забастовки докеров Дибич, находясь под сильным давлением требовавшей выхода в море компании, решил произвести погрузку ячменя силами необученной команды барка. Неграмотное размещение груза привело к образованию постоянного крена у «Памира» на левый борт, который к 21 сентября составлял от 15 до 30 градусов.
Утром 21 сентября 1957 года судно попало в ураган Карри не успев убрать паруса. Позже было установлено что радисту было дано указание произвести инвентаризацию, из-за чего тот не получил сообщения о надвигающемся урагане. Из-за этого барк также не отвечал на радиовызовы кораблей, которые заметили его ранее во время плавания. Из-за внезапно налетевшего шквала, барк резко накренился на левый борт. Поскольку люки и другие отверстия не были закрыты сразу, через них внутрь судна проникло значительное количество воды, как обнаружила комиссия, изучавшая вероятные причины крушения. Юрист судоходной компании на следствии заявил, что вода попала внутрь судна из-за протечки. По мнению комиссии, из-за попадания забортной воды, барк накренился, а зерно сместилось, что усугубило крен. В 10:36 судно начало передавать сигнал SOS.
Капитан не смог затопить балластные цистерны по правому борту, что помогло бы барку выпрямиться, но повредило бы загруженное туда зерно. После того, как судно накренилось, спасательные шлюпки не могли быть спущены, потому что его левый борт находился под водой, а его правый борт был поднят до угла, который не позволял использовать лодки.
Барк послал последний сигнал бедствия в 13:03 по местному времени, прежде чем лечь на левый борт, опрокинуться и затонуть через две-три минуты после 30-минутного дрейфа в середине Атлантического океана в 600 морских милях (1100 км) к западу-юго-западу от Азорских островов в позиции 35° 57′ N 40° 20′ W. Три поврежденных спасательных шлюпки, которые вышли из строя до или во время опрокидывания, и единственная спасательная шлюпка, которая была спущена, дрейфовала поблизости.
Ни в одной из них не было провизии и работающих ракет сигнала бедствия. Позже рядом с этим местом было замечено много акул.
На поиски выживших 13 стран бросили 78 кораблей и судов и 11 самолётов, но только четыре члена экипажа и два кадета были спасены живыми с двух спасательных шлюпок. Сообщается, что многим из 86 человек на борту удалось добраться до лодок, но большинство из них умерло в течение следующих трех дней. Поскольку офицеры и капитан не выжили, причины опрокидывания оставались неясными.

## Расследование
Согласно постановлению Морского управления Любека от 20 января 1958 года, ураган Кэрри был в лучшем случае косвенной причиной гибели «Памира»: без «человеческой ошибки», «Памир» мог бы пережить шторм. По мнению Морской администрации, «П-лайнер» может выдержать скорость ветра до 100 узлов (185 км/ч) — скорости, которой, по мнению следствия, ураган не достиг. В качестве факторов крушения, постановление перечисляет: неграмотная погрузка ячменя «навалом»; следование корабля курсом на север без корректировки к изменению ветра и движения волн; проблемы с экипажем — Дибич имел крайне ограниченный опыт плавания на грузовых парусниках, его первый помощник был неопытен, а боцману барка было уже 68 лет и по свидетельствам выживших, он был болен и нуждался в посторонней помощи в последние часы «Памира».
Большое количество погибших было объяснено запоздалой и плохо организованной эвакуацией с судна. Помимо этого, гибельным для многих моряков «Памира» стало неудовлетворительное состояние спасательных средств, находившихся на судне. Усугубило ситуацию и то, что ураган Кэрри был самым сильным в 1957 году, а также присутствие в районе гибели судна акул, хотя при расследовании точно установить, сколько моряков погибло непосредственно от действий морских хищников, так и не удалось.

## Последствия
Спустя полтора месяца после гибели «Памира», однотипный с ним барк «Пассат», так же шедший с грузом ячменя, попал в шторм у Азорских островов, но благодаря грамотным действия команды, судно удалось спасти: они заполнили водой балластные танки, выровняли крен и уцелели. Данное происшествие стало последней каплей — существующие намерения вернуть в строй другие парусные корабли, в частности «Мошулу» (бывший «Курт») и другой П-лайнер «Поммерн» в качестве грузовых парусных учебных судов, были отменены. На этом эра грузовых учебных парусников завершилась.
Из-за крушения «Памира» планы строительства уже одобренного учебно-парусного корабля Горх Фок (спущенного на воду в 1958 году) Бундесмарине были снова изменены, и были приняты дополнительные меры безопасности.
В Бельгии, ранее одобренное и профинансированное строительства нового барка в качестве учебного парусного судна, было немедленно отменено после того, как стали известны результаты расследования Морского управления Любека.
Последнее плавание «Памира» было единственным в его карьере учебного парусника, во время которого была получена прибыль, поскольку сумма страховой выплаты в размере около 2,2 миллиона немецких марок была достаточной для покрытия убытков компании за этот год. Хотя не было никаких указаний на то, что это было намерением консорциума, который никогда не был юридически обвинён в гибели судна, некоторые более поздние исследователи сочли, что из-за пренебрежительного отношения к технике безопасности и ветхому состоянию судна, компания — владелец, по крайней мере, в значительной степени причастна к катастрофе.

## Память
В Церкви святого Иакова в Любеке бывшая часовня Витте была преобразована в часовню Памира: в ней находится спасательная шлюпка № 2 «Памира», в которой спасся один из выживших, а также информацию о катастрофе, в том числе записи одного из моряков. Часовня также увековечивает гибель других кораблей из Любека и их экипажей. На стенах часовни висят венки и ленты от немецких и иностранных моряков и делегаций, посетивших часовню. 21 сентября 2007 г. часовня была объявлена Национальным мемориалом гражданского судоходства.
Мемориал в Гамбурге Katharinenkirche увековечивает крушение Памира. Остатки спасательной шлюпки № 6 Памира выставлены в пристройке Немецкого морского музея в Бремерхафене. Фрагмент борта спасательной шлюпки № 5, на котором уцелели пять членов экипажа, можно увидеть в Морском музее в Браке. Согласно сообщению Hamburger Abendblatt, местонахождение остальных спасательных шлюпок не известно, а оставшийся в живых Даммер предположительно находится в Миннеаполисе (США).

## Капитаны
- 1905—1908 Карл Мартин Прутцманн(DE)
- 1908—1911 Генрих Хорм (DE)
- 1911—1912 Роберт Мите (DE)
- 1912—1913 Густав А. Х. Х. Беккер (DE)
- 1913—1914 Вильгельм Иоганн Элерт (DE)
- 1914—1920 Юрген Юрс (DE)
- 1920—1921 К. Амброджи (IT)
- 1924—1925 Йохим Ханс Хинрих Ниссен (DE)
- 1925—1926 Генрих Оллрих (DE)
- 1926—1929 Карл Мартин Брокхёфт (DE)
- 1929—1930 Роберт Клаус (DE)
- 1930—1931 Вальтер Шаер (DE)
- 1931—1932 Карл Герхард Шегрен (FI)
- 1933—1936 Мориц Маттсон (FI)
- 1936—1937 Уно Мёрн (FI)
- 1937—1937 Линус Линдвалл (FI)
- 1937—1941 Вернер Бьёркфельт (FI)
- 1942—1943 Кристофер Станич (NZ)
- 1943—1944 Дэвид Маклиш (NZ)
- 1944—1945 Рой Чемпион (NZ)
- 1946—1946 Десмонд Чемпион (NZ)
- 1946—1948 Гораций Стэнли Коллиер (Two-Gun Pete) (NZ)
- 1948—1949 Вернер Бьёркфельт (FI)
- 1951—1952 Пауль Грейфф (DE)
- 1955—1957 Герман Эггерс (DE)
- 1957-1957 Йоханнес Дибитч (DE)